# Tegenero
Tegenero AG, av företaget skrivet TeGenero, var ett företag verksamt inom läkemedelsforskning. Företaget var baserat i Würzburg i Tyskland, hade 15 anställda och blev ett aktiebolag år 2002.
Tegenero grundades 2000 som spinoff-företag från medicinska fakulteten vid Würzburgs Universitet och fick in 14 miljoner euro i riskkapital. Företaget hade ett nära samarbete med schweiziska bioteknikföretag.
Tegeneros första produkt, TGN1412, orsakade mycket kraftiga biverkningar när det för första gången testades på människor i mars 2006. Företaget begärdes i konkurs i juli samma år.